# Resolutie 1466 Veiligheidsraad Verenigde Naties
Resolutie 1466 van de Veiligheidsraad van de Verenigde Naties werd unaniem door de VN-Veiligheidsraad aangenomen op 14 maart 2003, en verlengde de UNMEE-waarnemingsmissie in Eritrea en Ethiopië met een half jaar.

## Achtergrond
Na de Tweede Wereldoorlog werd Eritrea bij Ethiopië gevoegd als een federatie. In 1962 maakte keizer Haile Selassie er een provincie van, waarop de Eritrese Onafhankelijkheidsoorlog begon. In 1991 bereikte Eritrea na een volksraadpleging die onafhankelijkheid. Er bleef echter onenigheid over een aantal grensplaatsen. In 1998 leidde een grensincident tot een oorlog waarbij tienduizenden omkwamen. Pas in 2000 werd een akkoord bereikt en een 25 kilometer brede veiligheidszone ingesteld die door de UNMEE-vredesmacht werd bewaakt. Een gezamenlijke grenscommissie wees onder meer de stad Badme toe aan Eritrea, maar jaren later werd het gebied nog steeds door Ethiopië bezet.

## Inhoud

### Waarnemingen
De Veiligheidsraad prees Ethiopië en Eritrea voor de gemaakte vooruitgang in het vredesproces, waaronder de vrijlating van krijgsgevangenen. Beide partijen werden opgeroepen samen met het Rode Kruis de overige problemen in verband met de Geneefse Conventies op te lossen. Het vredesproces ging nu een cruciale fase in en beiden moesten de beslissing over de grensafbakening naleven en tegelijkertijd de stabiliteit in de regio bewaren. Er waren intussen nog steeds schendingen van het status of forces-akkoord dat Ethiopië had getekend en Eritrea had gezegd te zullen respecteren. Ook de grenscommissie rapporteerde haar bezorgdheid over de naleving van haar beslissing.

### Handelingen
Het mandaat van de UNMEE-waarnemingsmissie werd verlengd tot 15 september. Ethiopië en Eritrea werden opgeroepen het vredesakkoord en de beslissing van de grenscommissie na te komen. Er was ook bezorgdheid over invallen aan de zuidgrens van de tijdelijke veiligheidszone. De partijen werden opgeroepen hieraan een einde te maken en mee te werken aan UNMEE's onderzoek ernaar. Er was verder ook bezorgdheid over door onbekenden in de veiligheidszone geplaatste antitankmijnen. Ten slotte was de Raad bezorgd om de droogte in de streek en de verslechterende humanitaire situatie in Ethiopië en Eritrea. De lidstaten werden opgeroepen verdere hulpoperaties te voorzien.

## Verwante resoluties
- Resolutie 1430 Veiligheidsraad Verenigde Naties (2002)
- Resolutie 1434 Veiligheidsraad Verenigde Naties (2002)
- Resolutie 1507 Veiligheidsraad Verenigde Naties
- Resolutie 1531 Veiligheidsraad Verenigde Naties (2004)

Lijst ·  1455 ·  1456 ·  1457 ·  1458 ·  1459 ·  1460 ·  1461 ·  1462 ·  1463 ·  1464 ·  1465 ·  1466 ·  1467 ·  1468 ·  1469 ·  1470 ·  1471 ·  1472 ·  1473 ·  1474 ·  1475 ·  1476 ·  1477 ·  1478 ·  1479 ·  1480 ·  1481 ·  1482 ·  1483 ·  1484 ·  1485 ·  1486 ·  1487 ·  1488 ·  1489 ·  1490 ·  1491 ·  1492 ·  1493 ·  1494 ·  1495 ·  1496 ·  1497 ·  1498 ·  1499 ·  1500 ·  1501 ·  1502 ·  1503 ·  1504 ·  1505 ·  1506 ·  1507 ·  1508 ·  1509 ·  1510 ·  1511 ·  1512 ·  1513 ·  1514 ·  1515 ·  1516 ·  1517 ·  1518 ·  1519 ·  1520 ·  1521